# Kronisk smertesyndrom
Kronisk smertesyndrom er blandt de smerter, som lægerne har sværest ved at diagnosticere, finde forklaringen på eller lindre. Smerterne skyldes sjældent ødelæggelse af væv eller beskadigelse af smertesystemerne. Patienter med langvarige smerter udvikler under visse omstændigheder en overfølsomhed over for smerter eller over for berøring, uden at lægerne kan finde en forklaring. Smerterne kan for eksempelvis gigtpatienter knytte sig til den gradvise udvikling af gigt på en måde, så smertegrænsen for mange patienter bliver gradvis lavere og smerterne stadig mere belastende jo længere tid de har haft smerterne, uden at denne forøgelse af smerterne kan forklares med en tilsvarende vævsnedbrydning eller ødelæggelse. Kronisk smertesyndrom har store lighedspunktet samt en del sammenfald eller overlap med sygdommene fibromyalgi og kronisk træthedssyndrom.
 Der er for få eller ingen kildehenvisninger i denne artikel, hvilket er et problem. Du kan hjælpe ved at angive troværdige kilder til de påstande, som fremføres i artiklen.